# 牧士
牧士（もくし）は、牧（牧場）の運営にあたる武士、あるいは武士に準じる身分を与えられた役職。江戸時代、江戸幕府の御用牧では、名主などの有力農民が多くその任務にあてられ、名字帯刀など武士に準じる身分特権を与えられた。

## 古代・中世の牧士
牧は律令制のもとで制度化された。厩牧令によれば、牧ごとに長1人、帳1人を置き、馬・牛それぞれ100頭の群について各2人の「牧子」を配した。
中世には律令制下で官牧であった土地に居住し、馬を飼養していた武士のことを「牧士」と称した。『吾妻鏡』建暦元年5月19日条には、甲斐国にあった小笠原御牧の「牧士」と、奉行人三浦義村の代官の間で喧嘩があったという記事がある。
陸奥国糠部郡（現在の青森県東部から岩手県北部一帯）や津軽地方には、「牧士田」が設定されていた。

## 江戸幕府の牧士
江戸幕府は、御用牧として下総国に小金牧・佐倉牧、安房国（千葉県南部）に峯岡牧を設け、馬の飼養にあたる「牧士」の職を置いた。江戸幕府の牧士については通常「もくし」と読まれている。
江戸幕府は牧周辺の村を「牧付村」「野付村」に指定し、その夫役によって牧の維持にあたらせ、現地における維持管理の責任者として牧士を任命した。牧士は当初少数であったが（小金牧では、牧士の任命は元和2年（1616年）が最初で、当初は専門技能をもつ者が5名のみ選ばれたという。）、その後名主などの有力農民の中から牧士を多数任命するようになった。江戸時代幕末期、小金牧には牧士として27家があったという。牧士には苗字帯刀、麻裃の着用、乗馬鉄砲などの身分的特権が認められた。
牧士は勢子（せこ）と呼ばれる人足を使役し、牧内の水場や樹木の手入れ、「野馬」（牧で放牧されている馬）の管理などに従事していた。

### おもな牧士の家

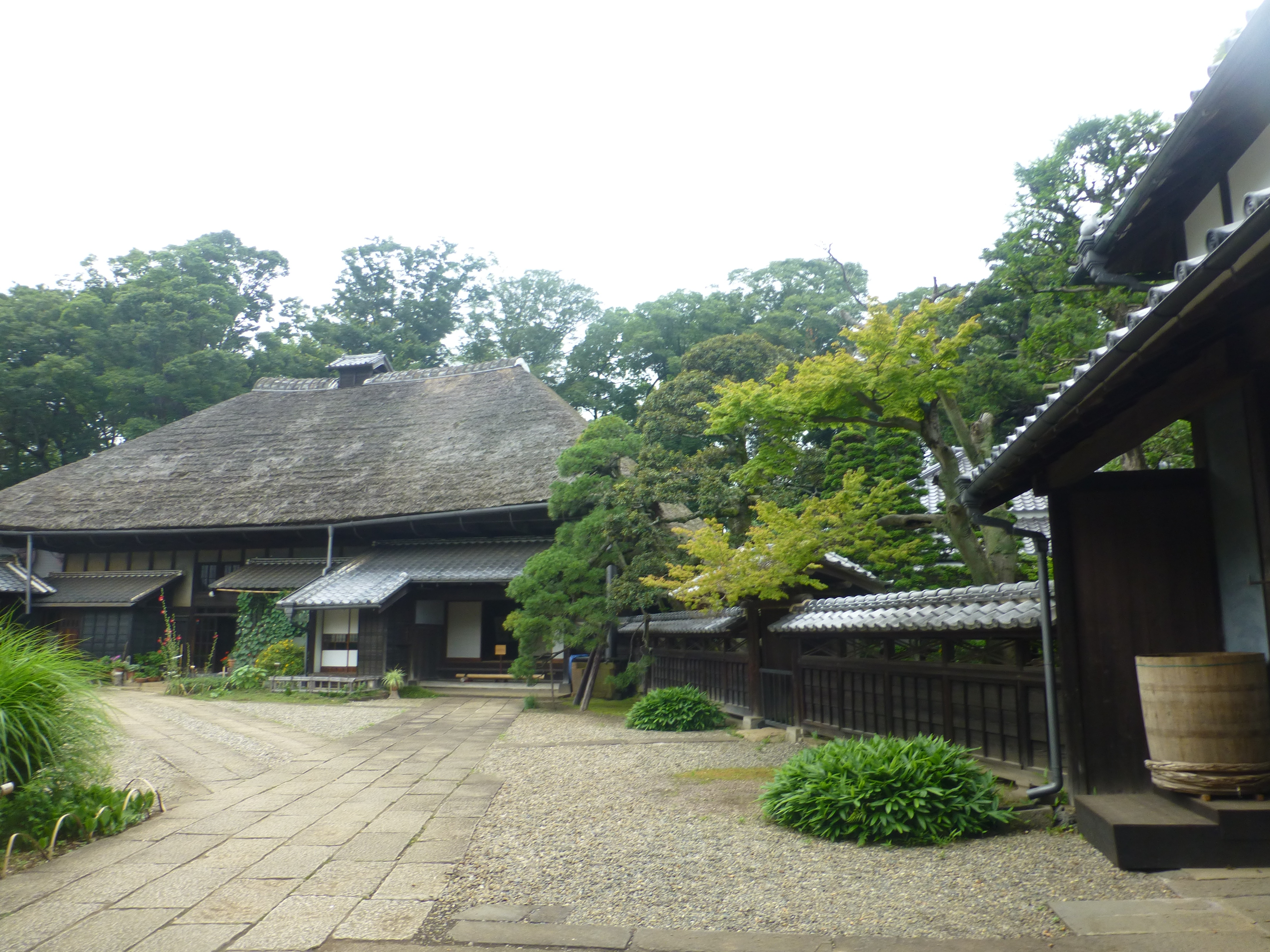
旧吉田家住宅（柏市、国指定重要文化財）

おおむね現在の自治体ごとに並べている。
綿貫家（松戸市）
小金牧の牧士の長（牧士頭）。身分は御家人。「野馬奉行」を慶長年間以来世襲したという由緒書を伝えるが、「野馬奉行」の成立についてこれをそのまま受け取るわけにはいかないという指摘がある。享保期には「野馬奉行」の公称と、綿貫家によって務められていたことが確認できる（野馬奉行参照）。
綿貫家の由緒書によれば、祖先は山梨城（現在の四街道市山梨）の城主で月見里（やまなし）氏を称し、北条家に仕えていたが、小田原落城後に家康に出仕し、小金町あるいは殿平賀（松戸市）に移り住んだという。殿平賀の慶林寺に墓所がある。現在の北小金駅付近の綿貫家の邸宅は野馬奉行所でもあった。
安蒜家（松戸市）
小金牧の牧士。元和2年（1616年）に任命された小金牧の最初の牧士の一人が千駄堀の安蒜源兵衛。安蒜家の長屋門は天保11年（1840年）に建てられた規模の大きなもので、松戸市指定文化財となっている。
三橋家（鎌ヶ谷市）
小金牧の牧士。明暦元年（1655年）に中沢村の三橋権兵衛が牧士に任命され、3代目の五郎左衛門は目付牧士の役に就いた。小金牧廃止後に当主となった三橋弥（貴族院議員）が小金牧に関する論説を書き遺している。「三橋家墓地」は1977年6月29日に鎌ヶ谷市指定文化財となっている。
清田家（鎌ヶ谷市）
小金牧の牧士。元和2年（1616年）に清田勝信（新六兵衛）が牧士に任命され鎌ヶ谷を開拓した。3代目の清田勝定は乗馬の名手で「人喰馬」と言われた誰も乗りこなせなかった悍馬を徳川家綱の御前で乗りこなして見せた。勝定は褒美として家綱からこの馬を拝領したが、鎌ヶ谷へ帰る途中の北方にさしかかったところで馬が急に猛り狂って暴れ出したので、身を護るためやむなく馬を斬ったという。勝定はこの悍馬の冥福を祈るため自家の墓地の一隅に祠を建て、これを「駒形大明神」と称した。「清田家墓地」と「駒形大明神」は共に1973年10月17日に鎌ヶ谷市指定文化財となっている。
近藤家（船橋市）
小金牧の牧士。近藤四郎左衛門家は上飯山満村（船橋市飯山満町）の名主惣代を務めていた家。近藤家の屋敷の長屋門が残されており、屋敷跡に建てられた東葉高等学校の正門「東葉門」として用いられている（国登録有形文化財。登録名「東葉高等学校正門（旧近藤家住宅長屋門）」）。長屋門の建築年代は不明であるが、そのつくりから明治時代中期頃と推定されている。
花野井家（流山市）
小金牧の牧士。現在の流山市前ヶ崎の旧家で、中世の地侍層の出自とされ、江戸時代には名主を務めた。正徳4年（1714年）に花野井半左衛門が牧士に任命された。屋敷（旧花野井家住宅）は1969年に国重要文化財に指定され、1971年に野田市郷土博物館（野田市）に移築された。
吉田家（柏市）
小金牧の牧士。名主役を務めるとともに在郷商人として成長した。旧吉田家住宅（柏市）は国指定重要文化財。
川上家（白井市）
小金牧の牧士。祖先は戦国大名里見家の家臣とされ、江戸時代前期から印旛郡富塚村（現在の白井市富塚）の名主を務める。寛政3年（1791年）時点で旗本遠山氏の知行所8か村の惣代名主を務め、遠山氏から苗字帯刀と用人格の格式を許されていた。寛政5年（1793年）、川上右仲が牧士に任命され（のちに目付牧士となる）、以後4代にわたって牧士の職に就いた。川上右仲はクヌギを利用した佐倉炭の発案者としても知られる。所蔵資料が「小金牧の牧士資料」として千葉県の有形文化財に指定されているほか、近代のものも含む資料（近代の行政資料のほか、逆刃刀も含まれる）が「牧士川上家資料」として白井市指定文化財となっている。
島田家（酒々井町）
佐倉牧の牧士。寛文元年（1661年）の時点で島田長右衛門が牧士を務めていた。島田長右衛門家とその分家の島田政五郎家は、幕府野馬御用を務め、その屋敷は野馬会所・御払い場と隣接した。島田長右衛門家・島田政五郎家は酒々井町登録有形文化財。
藤崎家（富里市）
佐倉牧のうち取香牧を管理した牧士。天保4年（1833年）に藤崎勝左衛門が牧士に任命され、幕末まで藤崎家が牧士を務めた。所蔵資料が「佐倉牧の牧士資料」として千葉県の有形文化財に指定されている。1983年、当主であった藤崎源之助が「藤崎牧士史料館」を開設して資料を展示していたが、2014年に閉館。
石井家（鴨川市）
峯岡牧の牧士。石井家に伝わっていた「房州峯岡山野絵図・房州朝夷郡柱木野絵図（石井孫左衛門控）」が鴨川市の有形文化財に指定されている